# Velika nagrada Avstrije
Velika nagrada Avstrije (nemško Großer Preis von Österreich) je dirka Formule 1, ki je prvič štela za svetovno prvenstvo v sezoni 1964. Prvo obdobje rednega odvijanja je bilo med sezonama 1970 in 1987, drugo pa med sezonama 1997 in 2003. Trenutno redno poteka od sezone 2014.

## Zgodovina

### Letališče Zeltweg (1963 in 1964)
Prva dirka Formule 1 za Veliko nagrado Avstrije je bila prirejena leta 1963 kot neprvenstvena dirka na začasni progi, ki je bila dolga 3,186 kilometra in urejena na Letališču Zeltweg na Štajerskem, približno 70 kilometrov zahodno od Gradca. V sezoni 1964 je tam potekala še drugič in prvič štela za svetovno prvenstvo, potem pa je bila v sezoni 1965 umaknjena zaradi slabe varnosti hitre letališke proge.
Z namenom vrnitve dirke za Veliko nagrado Avstrije na koledar svetovnega prvenstva Formule 1 so v neposredni bližini Letališča Zeltweg zgradili popolnoma novo stalno dirkališče Österreichring, katerega odprtje 26. julija 1969 je pomenilo konec dirkanja na letališki progi.
Prireditev z imenom Velika nagrada Avstrije je obstajala tudi med letoma 1965 in 1969, osrednji dogodek pa je bila v tem obdobju vzdržljivostna dirka športnih avtomobilov. Leta 1965 je potekala kot neprvenstvena dirka za 200 milj Zeltwega, potem pa trikrat kot dirka za 500 kilometrov Zeltwega, ki je štela za svetovno prvenstvo športnih dirkalnikov. Leta 1969 so jo premestili z Letališča Zeltweg na Österreichring, kjer je prvič potekala kot dirka za 1000 kilometrov Zeltwega in zadnjič kot osrednji dogodek Velike nagrade Avstrije.

### Österreichring (1970 do 1987)
Že v naslednji sezoni 1970 je Velika nagrada Avstrije po šestih letih znova postala dirka svetovnega prvenstva Formule 1. Premierna dirka na Österreichringu je potekala 60 krogov na progi, ki je bila dolga 5,911 kilometra. Med letoma 1971 in 1980 so dirke potekale 54 krogov, nato pa 53 krogov med letoma 1981 in 1983. Leta 1984 je bilo treba prevoziti 51 krogov. Takrat je z McLarnovim dirkalnikom zmagal Niki Lauda, ki je doslej edini avstrijski dirkač z zmago na domači dirki. Zadnje tri dirke med letoma 1985 in 1987 so potekale 52 krogov.
Leta 1975 se je na prostem treningu pred dirko hudo ponesrečil ameriški dirkač Mark Donohue, ki je kmalu zatem v bolnišnici poškodbam podlegel. Dirka je bila prekinjena po 29 krogih zaradi močnega deževanja. Na njej je svojo edino zmago v Formuli 1 dosegel italijanski dirkač Vittorio Brambilla, ki je po prečkanju ciljne črte izgubil oblast nad dirkalnikom in trčil v ogrado. Nato so leta 1977 namesto hitrega ovinka na koncu štartno-ciljne ravnine, kjer se je zgodila Donohuejeva smrtna nesreča, zgradili šikano, kar je upočasnilo dirkalnike in podaljšalo progo na 5,942 kilometra.
Österreichring je skupaj z angleškim Silverstonom veljal za eno najhitrejših prog v Formuli 1. Na njem so bili večkrat postavljeni novi rekordi za največjo povprečno hitrost, ki je v zadnjih letih presegala 250 km/h v kvalifikacijah oziroma 230 km/h na dirkah. Na dirki leta 1985 je nesrečo doživel italijanski dirkač Andrea de Cesaris, ki je zletel s proge na travnik, nakar je njegov dirkalnik nekajkrat obrnilo. Čeprav se je nesreča zdela grozljiva, dirkač moštva Ligier ni bil poškodovan ter je takoj izstopil iz razbitega dirkalnika.
Zadnja dirka Formule 1 na Österreichringu je potekala v sezoni 1987, ko je zmagal angleški dirkač Nigel Mansell iz moštva Williams in ob tem s časom 1:28,318 minute prevozil sploh najhitrejši krog na neki dirki za Veliko nagrado Avstrije na tej progi. Dirko sta sicer zaznamovali dve hudi nesreči, v katerih je nastala velika gmotna škoda. Poleg tega je na prostem treningu pred dirko švedski dirkač Stefan Johansson z veliko hitrostjo trčil v srno, ki je stekla na progo. Čeprav je bil njegov dirkalnik močno poškodovan, je Johansson nesrečo prestal z lažjimi poškodbami in nastopil na dirki. Po teh dogodkih je postalo jasno, da Österreichring ne ustreza več posodobljenim varnostnim standardom Formule 1. Dirke za Veliko nagrado Avstrije nato ni bilo deset let.
Najuspešnejši dirkač na Österreichringu je bil Francoz Alain Prost s tremi zmagami, ki jih je dosegel na dirkah v letih 1983, 1985 in 1986.

### A1-Ring (1997 do 2003)
V letih 1995 in 1996 je potekala prenova Österreichringa. Po načrtih nemškega inženirja Hermanna Tilkeja je bila ustvarjena krajša in širša proga, katere potek je bil skoraj popolnoma nov v primerjavi s prejšnjo progo. Posodobljena proga je bila dolga 4,319 kilometra, pozneje pa so jo manjše spremembe podaljšale na 4,326 kilometra. Vse dirke za Veliko nagrado Avstrije na tej progi so potekale 71 krogov. V skladu s sodobnimi varnostnimi standardi v motošportu so bile vzdolž proge postavljene varnostne ograde in izletne cone. Dirkališče so preimenovali v A1-Ring, saj je prenovo večinoma financiral avstrijski ponudnik mobilne telefonije A1.
Prva dirka za Veliko nagrado Avstrije na A1-Ringu se je odvijala v sezoni 1997, ko je zmagal kanadski dirkač Jacques Villeneuve iz moštva Williams-Renault, ki je tega leta osvojil naslov dirkaškega prvaka. Na naslednjih šestih dirkah sta dominirali moštvi McLaren-Mercedes in Ferrari s po tremi zmagami. Prvi dve zmagi moštva McLaren-Mercedes je dosegel Finec Mika Häkkinen v letih 1998 in 2000, tretjo pa Škot David Coulthard leta 2001, potem ko se je na štirih zaporednih dirkah na A1-Ringu uvrstil na drugo mesto. Prvo zmago Ferrarija je dosegel severnoirski dirkač Eddie Irvine leta 1999, medtem ko je Michael Schumacher slavil na zadnjih dveh dirkah na A1-Ringu v letih 2002 in 2003.
Schumacher je svojo prvo zmago v Avstriji leta 2002 dosegel po kontroverznem ukazu iz boksov pri moštvu Ferrari. Na dirki je dominiral njegov moštveni kolega Rubens Barrichello, ki je bil najhitrejši tudi v kvalifikacijah, a je Brazilec nekaj metrov pred prečkanjem ciljne črte upočasnil in prepustil zmago Nemcu. Do ukazov iz boksov pri moštvu Ferrari je prišlo že na predhodni dirki leta 2001, ko je Barrichello Schumacherju na skoraj enak način prepustil drugo mesto.
Dirka leta 2002 je bila zaznamovana tudi s hudo nesrečo, ko je Nick Heidfeld na ravnini med prvim in drugim ovinkom izgubil oblast nad dirkalnikom in drseč z njegovim zadnjim delom močno trčil v desno stran dirkalnika Takume Sata, ki je prevažal drugi ovinek, a sta oba dirkača trk prestala z lažjimi poškodbami. V naslednjem letu 2003 je na sedmi in zadnji dirki na A1-Ringu prišlo do problemov pri štartu, ki je bil uspešno opravljen šele v tretjem poskusu.
Leta 2004 je bilo dirkališče A1-Ring prodano Dietrichu Mateschitzu iz podjetja Red Bull, ki je načrtoval vlaganje 350 milijonov evrov v prenovo proge ter gradnjo novega središča za motošport in letalstvo, nakar so porušili bokse in stalno tribuno ob štartno-ciljni ravnini. Prvotni načrti so bili leta 2005 odloženi, nakar je bila prihodnost dirkališča negotova. Istega leta je Red Bull po nakupu moštva Jaguar Racing ustvaril lastno moštvo Formule 1, imenovano Red Bull Racing, kmalu zatem pa odkupil še moštvo Minardi, ki je bilo nato preimenovano v Scuderia Toro Rosso.

### Red Bull Ring (2014 do danes)
Mateschitz se je po več letih odločil, da bo vložil 70 milijonov evrov v gradnjo novih boksov in stalne tribune ob štartno-ciljni ravnini nekdanjega A1-Ringa ter posodobitev proge in varnostne opreme vzdolž nje, nakar se je delo začelo 20. oktobra 2008. Dirkališče je bilo preimenovano v Red Bull Ring in uradno odprto 15. maja 2011, ko so na progi potekale demonstracijske vožnje z dirkalniki moštva Red Bull Racing in drugih moštev, ki jih je takrat sponzoriralo podjetje Red Bull. Potek proge je ostal skoraj nespremenjen v primerjavi s tem, ki je nastal z ureditvijo A1-Ringa, kar pomeni, da dirke za Veliko nagrado Avstrije tudi na Red Bull Ringu potekajo 71 krogov.
Pred začetkom sezone 2014 je bila Velika nagrada Avstrije po več kot desetletju znova uvrščena na koledar dirk za svetovno prvenstvo Formule 1. Na dirkališču Red Bull Ring je prvič potekala 22. junija 2014, ko je zmagal nemški dirkač Nico Rosberg iz moštva Mercedes. Prvo zmago moštva Red Bull Racing na domači dirki je dosegel Max Verstappen leta 2018. Nizozemec je zmagal tudi na dirkah za Veliko nagrado Avstrije v letih 2019 in 2021. Po številnih spremembah koledarja dirk zaradi pandemije koronavirusa v sezoni 2020 je bila Velika nagrada Avstrije tega leta prva dirka na sporedu.

## Rekordi

### Dirkači
- Največ zmag: Max Verstappen (4)
- Največ stopničk: Max Verstappen (6)
- Največ točk: Lewis Hamilton (122)
- Največ najboljših štartnih položajev: René Arnoux, Nelson Piquet, Niki Lauda in Valtteri Bottas (3)
- Največ dirk: Jacques Laffite (12)

#### Večkratni zmagovalci
Niso vključene dirke športnih avtomobilov za Veliko nagrado Avstrije med letoma 1965 in 1969.
| Zmage | Dirkač             | Dirke                  |
| ----- | ------------------ | ---------------------- |
| 4     | Max Verstappen     | 2018, 2019, 2021, 2023 |
| 3     | Alain Prost        | 1983, 1985, 1986       |
| 2     | Ronnie Peterson    | 1973, 1978             |
| 2     | Alan Jones         | 1977, 1979             |
| 2     | Mika Häkkinen      | 1998, 2000             |
| 2     | Michael Schumacher | 2002, 2003             |
| 2     | Nico Rosberg       | 2014, 2015             |
| 2     | Valtteri Bottas    | 2017, 2020             |

Vir:

### Moštva
- Največ zmag: Ferrari in McLaren (6)
- Največ stopničk: Ferrari (27)
- Največ točk: Ferrari (328)
- Največ najboljših štartnih položajev: Ferrari (8)
- Največ dirk: Ferrari in McLaren (34)

#### Večkratni zmagovalci
Roza ozadje označuje dirko, ki ni štela za svetovno prvenstvo Formule 1.
Niso vključene dirke športnih avtomobilov za Veliko nagrado Avstrije med letoma 1965 in 1969.
| Zmage | Moštvo   | Dirke                                    |
| ----- | -------- | ---------------------------------------- |
| 7     | McLaren  | 1984, 1985, 1986, 1998, 2000, 2001, 2025 |
| 6     | Ferrari  | 1964, 1970, 1999, 2002, 2003, 2022       |
| 6     | Mercedes | 2014, 2015, 2016, 2017, 2020, 2024       |
| 4     | Lotus    | 1972, 1973, 1978, 1982                   |
| 4     | Red Bull | 2018, 2019, 2021, 2023                   |
| 3     | Williams | 1979, 1987, 1997                         |
| 2     | Brabham  | 1963, 1974                               |
| 2     | Renault  | 1980, 1983                               |

Vir:

## Zmagovalci Velike nagrade Avstrije

### Formula 1
Roza ozadje označuje dirko, ki ni štela za svetovno prvenstvo Formule 1.
| Sezona | Dirkač                | Konstruktor         | Dirkališče        | Poročilo |
| ------ | --------------------- | ------------------- | ----------------- | -------- |
| 2025   | Lando Norris          | McLaren-Mercedes    | Red Bull Ring     | Poročilo |
| 2024   | George Russell        | Mercedes            | Red Bull Ring     | Poročilo |
| 2023   | Max Verstappen        | Red Bull-Honda RBPT | Red Bull Ring     | Poročilo |
| 2022   | Charles Leclerc       | Ferrari             | Red Bull Ring     | Poročilo |
| 2021   | Max Verstappen        | Red Bull-Honda      | Red Bull Ring     | Poročilo |
| 2020   | Valtteri Bottas       | Mercedes            | Red Bull Ring     | Poročilo |
| 2019   | Max Verstappen        | Red Bull-Honda      | Red Bull Ring     | Poročilo |
| 2018   | Max Verstappen        | Red Bull-TAG Heuer  | Red Bull Ring     | Poročilo |
| 2017   | Valtteri Bottas       | Mercedes            | Red Bull Ring     | Poročilo |
| 2016   | Lewis Hamilton        | Mercedes            | Red Bull Ring     | Poročilo |
| 2015   | Nico Rosberg          | Mercedes            | Red Bull Ring     | Poročilo |
| 2014   | Nico Rosberg          | Mercedes            | Red Bull Ring     | Poročilo |
| 2003   | Michael Schumacher    | Ferrari             | A1-Ring           | Poročilo |
| 2002   | Michael Schumacher    | Ferrari             | A1-Ring           | Poročilo |
| 2001   | David Coulthard       | McLaren-Mercedes    | A1-Ring           | Poročilo |
| 2000   | Mika Häkkinen         | McLaren-Mercedes    | A1-Ring           | Poročilo |
| 1999   | Eddie Irvine          | Ferrari             | A1-Ring           | Poročilo |
| 1998   | Mika Häkkinen         | McLaren-Mercedes    | A1-Ring           | Poročilo |
| 1997   | Jacques Villeneuve    | Williams-Renault    | A1-Ring           | Poročilo |
| 1987   | Nigel Mansell         | Williams-Honda      | Österreichring    | Poročilo |
| 1986   | Alain Prost           | McLaren-TAG Porsche | Österreichring    | Poročilo |
| 1985   | Alain Prost           | McLaren-TAG Porsche | Österreichring    | Poročilo |
| 1984   | Niki Lauda            | McLaren-TAG Porsche | Österreichring    | Poročilo |
| 1983   | Alain Prost           | Renault             | Österreichring    | Poročilo |
| 1982   | Elio de Angelis       | Lotus-Ford          | Österreichring    | Poročilo |
| 1981   | Jacques Laffite       | Ligier-Matra        | Österreichring    | Poročilo |
| 1980   | Jean-Pierre Jabouille | Renault             | Österreichring    | Poročilo |
| 1979   | Alan Jones            | Williams-Ford       | Österreichring    | Poročilo |
| 1978   | Ronnie Peterson       | Lotus-Ford          | Österreichring    | Poročilo |
| 1977   | Alan Jones            | Shadow-Ford         | Österreichring    | Poročilo |
| 1976   | John Watson           | Penske-Ford         | Österreichring    | Poročilo |
| 1975   | Vittorio Brambilla    | March-Ford          | Österreichring    | Poročilo |
| 1974   | Carlos Reutemann      | Brabham-Ford        | Österreichring    | Poročilo |
| 1973   | Ronnie Peterson       | Lotus-Ford          | Österreichring    | Poročilo |
| 1972   | Emerson Fittipaldi    | Lotus-Ford          | Österreichring    | Poročilo |
| 1971   | Jo Siffert            | BRM                 | Österreichring    | Poročilo |
| 1970   | Jacky Ickx            | Ferrari             | Österreichring    | Poročilo |
| 1964   | Lorenzo Bandini       | Ferrari             | Letališče Zeltweg | Poročilo |
| 1963   | Jack Brabham          | Brabham-Climax      | Letališče Zeltweg | Poročilo |

### Športni avtomobili
| Sezona | Dirkač                       | Konstruktor | Dirkališče        |
| ------ | ---------------------------- | ----------- | ----------------- |
| 1969   | Jo Siffert Kurt Ahrens Jr.   | Porsche     | Österreichring    |
| 1968   | Jo Siffert                   | Porsche     | Letališče Zeltweg |
| 1967   | Paul Hawkins                 | Ford        | Letališče Zeltweg |
| 1966   | Gerhard Mitter Hans Herrmann | Porsche     | Letališče Zeltweg |
| 1965   | Jochen Rindt                 | Ferrari     | Letališče Zeltweg |